# Leiber y Stoller
Leiber y Stoller fue una pareja profesional de compositores y productores musicales estadounidenses activos desde los comienzos de la década de 1950 hasta bien entrados los años 1970. Stoller componía la música y Leiber las letras.

## Biografía
Jerome “Jerry” Leiber (Baltimore, 25 de abril de 1933-Los Ángeles, 22 de agosto de 2011) y Michael “Mike” Stoller (nacido en Long Island el 13 de marzo de 1933) se conocieron en Los Ángeles en 1950. Stoller tocaba el piano en una banda de jazz y Leiber trabaja en una tienda de discos. A ambos les unía su gusto por la música negra.
Su primera composición fue «Real Ugly Woman» para el todavía desconocido bluesman Jimmy Witherspoon pero su primer éxito les llegó con el tema «Hard Times», grabado por Charles Brown en 1952. A este le siguieron ese mismo año «Kansas City» y «Hound Dog». «Kansas City» fue grabado inicialmente por Little Willie Littlefield con el título «KC Lovin'» aunque alcanzó el número 1 de las listas de R&B en 1959 con la versión de Wilbert Harrison. Sería grabada también por The Beatles en 1964 e incluida en su álbum Beatles for Sale. «Hound Dog» fue grabada por Big Mama Thornton y llegó rápidamente al número 1 de las listas en 1953. Sin embargo, en 1956, la versión rock de Elvis Presley se convertiría en un rotundo éxito, llegando a estar 11 semanas en el número 1 y haría que «Hound Dog» pasara a la historia como una de las más importantes canciones de rock and roll, siendo reconocida por la revista Rolling Stone como la número 19 en su lista de las 500 mejores canciones de todos los tiempos.
En 1953 fundaron su propio sello discográfico, Spark Records, junto al promotor Lester Sill. La banda estrella de la compañía fue The Robins para los que escribieron temas como «Smokey Joe's Cafe» y «Riot in Cell Block #9». Estos éxitos llamaron la atención de Jerry Wexler, dueño de Atlantic Records, que compró Spark a Leiber y Stoller. Convertidos de nuevo en compositores independientes, colaboraron estrechamente con Atlantic Records donde relanzaron la carrera de The Drifters y continuaron escribiendo éxitos para The Robins, convertidos ahora en The Coasters. De este periodo son canciones como «Three Cool Cats», «Charlie Brown», «Searchin'», «Yakety Yak» y «Poison Ivy» (1959), que más tarde sería un éxito también para los Rolling Stones.
Durante la década de 1960 siguieron produciendo éxitos para artistas como Ben E. King, con «Stand by Me» (coescrita por él), «On Broadway» (1963), escrita junto a Barry Mann y Cynthia Weil, para The Drifters, Jay and the Americans, The Exciters, The Clovers (para quienes escriben «Love Potion #9»), The Shangri-Las o The Dixie Cups. En 1969, la versión de Peggy Lee del tema «Is That All There Is?» logró ganar el Grammy a la mejor interpretación vocal femenina.
Su último gran éxito fue «Stuck in the Middle With You» (1972) para Stealers Wheel, incluido en la banda sonora de Reservoir Dogs, de Quentin Tarantino.
En 1985 fueron incluidos en el Salón de la Fama de los Compositores y en 1987 en el Salón de la Fama del Rock.

## Brill Building
Leiber y Stoller estaban estrechamente relacionados con el llamado Brill Building Sound (sonido del Brill Building), primero como empleados durante la década de 1950 de la editora musical Hill & Range Song, ubicada en el penthouse de la undécima planta del edificio y más tarde, a mediados de la década de 1960, con su propia empresa, Red Bird Records, con su oficina en la novena planta del edificio.

## Colaboraciones relevantes

### The Robins/The Coasters
- «Yakety Yak» (1958)
- «Three Cool Cats» (1959)
- «Charlie Brown» (1959)
- «Searchin'»
- «Poison Ivy» (1959)

### The Drifters
- «Ruby Baby» (1956)
- "There Goes My Baby" (1959), con Ben E. King, Lover Patterson y George Treadwell
- «On Broadway» (1963), escrita junto a Barry Mann y Cynthia Weil

### Elvis Presley
A partir de 1956 y tras el éxito de «Hound Dog», Elvis Presley grabaría más de 20 canciones de Leiber y Stoller, incluyendo «Love Me» (1956), «Jailhouse Rock» (1957) –que estuvo siete semanas en el número 1 del Billboard Hot 100 en 1957 y está considerada por la revista Rolling Stone como la 67.ª mejor canción de todos los tiempos–, «Loving You» (1957), «Don't» (1958) y los temas «King Creole» y «Trouble» para King Creole (1958).

### Ben E. King
Tras su salida de The Drifters, Ben E. King tuvo su primer éxito en solitario con «Spanish Harlem» (1960) escrito por Phil Spector con Leiber y Stoller. Fue seguido por «Stand by Me» (1961), escrita originalmente por Ben E. King para The Drifters, aunque no llegaron a grabarla. Los créditos de la canción fueron de King y Elmo Glick, este último un seudónimo de Leiber y Stoller, por el guitarrista de blues Elmore James y Sammy Glick, el protagonista de la novela What Makes Sammy Run? (1941) de Budd Schulberg.